# L-pipecolato ossidasi
La L-pipecolato ossidasi è un enzima appartenente alla classe delle ossidoreduttasi, che catalizza la seguente reazione:
L-pipecolato + O2 ⇄ 2,3,4,5-tetraidropiridina-2-carbossilato + H2O2
Il prodotto reagisce con l'acqua per formare 2-amminoadipato 6-semialdeide, i.e. 2-ammino-6-ossoesanoato.